# Delirium (hudební skupina)
Delirium je italská art rocková hudební skupina, založená v roce 1970. Původními členy skupiny byli: Ivano Fossati (zpěv, flétna), Mimmo Di Martino (akustická kytara, zpěv), Ettore Vigo (klávesy), Marcello Reale (baskytara, zpěv) a Peppino Di Santo (bicí, zpěv).

## Diskografie

### Alba
- 1971 – Dolce acqua
- 1972 – Lo scemo e il villaggio
- 1974 – Delirium III - Viaggio negli arcipelaghi del tempo
- 1996 – Jesahel: una storia lunga vent'anni
- 2007 – Vibrazioni Notturne Live 2006
- 2009 – Il nome del vento